# L1 priručna memorija
L1 priručna memorija (engleski L1 cache ili priručna memorija), je mala priručna memorija koja se nalazi u procesorskoj jedinici (CPU) i služi ubrzavanju obrade podataka čija bi se obrada bitno usporila zbog ograničenja brzine sabrinice CPU-chipset-glavna memorija. L1 se u slučaju potrebe može isključiti u BIOS-u (zbog eventualnih problema u radu), ali to nije preporučljivo jer se rad računala pritom toliko uspori da je usporediv tek s brzinom nekoliko generacija starije tehnologije računala. Postoje dvije vrste: instrukcijska te podatkovna priručna memorija. Ovisno o proizvođaču i vrste procesorske jedinice L1 može biti fiskno podijeljen na instrukcijsku i podatkovnu priručnu memoriju ili može biti dinamično dijeljen.